# 봉래초등학교 (전남)
봉래초등학교는 대한민국 전라남도 고흥군 봉래면 신금리에 있는 공립 초등학교이다.

## 학교 연혁
- 1924년 9월 10일 봉래공립보통학교 개교(설립인가 8월 15일)
- 1938년 4월 1일 봉래공립심상소학교 개칭
- 1941년 4월 1일 봉래공립국민학교 개칭
- 1950년 6월 1일 봉래국민학교 개칭
- 1994년 9월 1일 사양분교장 편입
- 1996년 3월 1일 봉래초등학교로 개칭
- 1996년 3월 1일 봉래남분교 편입
- 1996년 3월 1일 하반분교장 본교로 통폐합
- 1999년 9월 1일 사양분교장 본교로 통폐합
- 2012년 3월 1일 봉래남분교장 본교로 통폐합
- 2020년 2월 14일 제93회 졸업식(1명, 총 6934명)
- 2020년 9월 1일 제37대 장재수 교장 부임

## 참고 자료
- 봉래초등학교 - 한국교육학술정보원 학교알리미